# Hino da OTAN
O "Hino da OTAN" (em francês: "Hymne de l'OTAN") é o hino organizacional da Organização do Tratado do Atlântico Norte (OTAN). É uma peça instrumental, composta em 1989 por André Reichling, um oficial militar luxemburguês e membro da banda militar do seu país. Foi usado de forma não oficial por muitos anos antes de ser formalmente adotado em janeiro de 2018.

## História
As propostas iniciais para adotar um hino organizacional para a OTAN remontam a 1958, em seu décimo aniversário. Uma "Canção da OTAN" foi publicamente executada, mas não adotada. Em 1960, o marechal da Força Aérea Real Britânica, Edward Chilton, propôs combinar os hinos nacionais dos estados membros em uma única composição como o hino organizacional.
Em 1989, para comemorar o 40º aniversário da OTAN, o oficial da banda militar luxemburguesa André Reichling compôs uma peça musical instrumental intitulada "O Hino da OTAN", e ela foi executada em uma gala de aniversário naquele ano. Usada como um hino não oficial em muitos eventos da OTAN nos anos subsequentes, foi formalmente adotada em 3 de janeiro de 2018.